# Fadrique Álvarez de Toledo
Fadrique Álvarez de Toledo y Enríquez (né vers 1460 – 19 octobre 1531), 2e duc d'Albe, marquis de Coria, comte de Salvatierra, seigneur de Valdecorneja et de Huésca, fut un général et diplomate espagnol.

## Biographie
Fadrique était, par sa famille, un proche des Rois Catholiques : son père García Álvarez de Toledo (1424-1488) avait combattu aux côtés de la reine Isabelle (1451-1504) au cours de la Guerre de Succession de Castille, et sa mère, María Enríquez de Quiñones y Cossines, était sœur Juana Enríquez y Fernandez de Cordoba (1425-1468), mère de Ferdinand II d'Aragon (1452-1516). Ce dernier et Fadrique étaient ainsi cousins germains. 
En 1475, il fut chargé de l'organisation à Valladolid du tournoi marquant le début du règne des Rois Catholiques en Castille, montrant ainsi sa proximité avec les nouveaux souverains. Pendant la Guerre de succession de Castille, il soutint, comme son père, ces derniers contre la nièce d'Isabelle, Jeanne de Castille, et contre le roi Alphonse V de Portugal. Il travailla également au ralliement de la famille Zúñiga aux rois catholiques. 
Fadrique Alvarez prit part à la Conquête de Grenade (1482-1492) et fut nommé, en 1486, capitaine générale de la frontière. Le 25 novembre 1491, c'est lui signa au nom de la Castille les capitulations par lesquelles l'émir de Grenade Boabdil (1459-1532) remit la ville aux Espagnols. Devenu duc à la mort de son père en 1488, il fut après la chute de Grenade l'un des conseillers les plus proches des rois catholiques.   
Pendant la Deuxième guerre d'Italie, le roi de France Louis XII (1462-1515) décida d'envahir le Roussillon. Fadrique fut alors chargé de commander l'armée espagnole lors de la campagne du Roussillon. Il réussit à faire lever le siège de la forteresse de Salses, au nord de Perpignan, en 1503 et à chasser les troupes françaises de la région.  
À la mort d'Isabelle de Castille en 1504, Fedrique prit le parti de Ferdinand au moment où Philippe le Beau (1478-1506) souhaita monter sur le trône de Castille contre la volonté qu'Isabelle avait exprimée dans son testament,. Il suivit Ferdinand en Aragon et n'y revint qu'après la mort de Philippe le Beau, alors que Ferdinand II devenait régent de Castille. Ce dernier, fort d'une bulle papale favorable, décida d'envahir le Royaume de Navarre. Il choisit pour cela le duc d'Albe comme général, et Fadrique parvint à négocier l'intégration de la Navarre dans la couronne de Castille en échange du maintien de certaines libertés. En récompense, il fut promu capitan general d’Andalousie et duc de Huescar en 1513.  
Il accueillit Charles Quint (1500-1558) à Valladolid en 1517, mais s'opposa à la nomination de ministres flamands. Il désirait le diocèse de Tolède pour son beau-fils Diego, mais le nouvel empereur lui préféra Guillaume de Croÿ (1458-1521). Fadrique Alvarez fut membre du Conseil de la Couronne et accompagna l'Empereur en Allemagne, dans les Flandres et en Italie en 1518. Il fut admis dans l'Ordre de la Toison d'or en 1519 et élevé à la dignité de Grand d'Espagne en 1520.
En 1526, Fedrique reçut Isabelle de Portugal (1503-1539), future femme de Charles Quint, et accompagna le couple à Séville où il se marièrent. Il se retira ensuite dans son domaine d'Alba de Tormes où il mourut le 19 octobre 1531.

## Descendance
Il épousa en 1480 Isabel de Zúñiga (née en 1470 et morte après 1520), comtesse de Séville, qui lui donna cinq enfants. Son fils aîné García devait lui succéder, mais il mourut prématurément, et le titre passa à son petit-fils, Ferdinand Alvare de Tolède.
- Léonore Alvare de Tolède, épousa Rodrigo Portocarrero.
- Garcia Alvare de Tolède y Zuniga (?-1512), marquis de Coria, épousa Béatrice Pimentel:
  - Catherine Alvare de Tolède y Pimentel, épousa Diego Enríquez de Velasco, 3e comte d'Albe de Liste.
  - Marie Alvare de Tolède y Pimentel, épousa son cousin Enrique Enríquez de Toledo, 4e comte d'Alba de Liste.
  - Ferdinand Alvare de Tolède, 3e duc d'Albe.
    - Fadrique Álvarez de Toledo y Enríquez de Guzmán, 4e duc d'Albe

- Pierre Alvarez de Tolède (1484-1553), 2e marquis de Villafranca, vice-roi de Naples, épousa Maria Osorio-Pimentel :
  - García Álvarez de Toledo (4e marquis de Villafranca), vice-roi de Naples.
  - Éléonore de Tolède, épousa  Cosme Ier de Médicis, grand-duc de Toscane.
- Aldonza Leonor Álvarez de Toledo y Zuniga, épousa Diego Enríquez de Velasco, 3e comte d'Albe de Liste.

## Sources
- (en) Peter Gerard Bietenholz et Thomas Brian Deutscher, Contemporaries of Erasmus : A Biographical Register of the Renaissance and Reformation, vol. 1, University of Toronto Press, 1985 (réimpr. 1995) (ISBN 0-8020-2507-2), p. 37
- (en) Edward Armstrong, The Emperor Charles V, vol. 1, Londres, Macmillan & co. ltd, 1846 (réimpr. 1910), 2 vol. in-8° (lire en ligne), p. 132
- (es) Instituto de Salazar y Castro, Elenco de Grandezas y Titulos Nobiliarios Españoles — publication périodique